# Sai gork
Sai gork (tiếng Lào: ໄສ້ກອກ, còn có tên là sai gok, sai kok hoặc sai krok), còn gọi là xúc xích Lào chua, là một loại xúc xích chua trong ẩm thực Lào. Nguyên liệu của món sai oua (xúc xích Lào) và sai gork chủ yếu giống nhau, nhưng sai gork sử dụng gạo nếp Lào nấu chín làm thành phần bổ sung trong nhân thịt. Sau đó sai gork được để "chua" hoặc lên men ở nhiệt độ phòng trong vài ngày. Kiểu xúc xích Lào này cũng có thể được tìm thấy ở miền Bắc và Đông Bắc Thái Lan là nơi mà ảnh hưởng của nền văn hóa và ẩm thực Lào lan tỏa.